# Esonimo ed endonimo
In etnolinguistica esonimo (dal greco ἔξω, éxō, "fuori", e ὄνομα, ónoma, "nome") ed endonimo o autonimo (dal greco ἔνδον, éndon, "dentro", o αὐτό, autó, "sé stesso" e ὄνομα, ónoma, "nome") sono due termini antitetici atti a qualificare il nome dato a una località (toponimo), una popolazione (etnonimo), una lingua o attribuito a una persona come nome proprio (antroponimo) in base al gruppo etnico o alla lingua, essendo tale nome, rispettivamente, esterno e differente dal nome locale (esonimo) o interno e locale (endonimo) in riferimento a quel toponimo, etnonimo, lingua o antroponimo.

## Definizione
Nell'ambito del Consiglio economico e sociale delle Nazioni Unite (ECOSOC), il Gruppo di Lavoro sugli Esonimi, emanazione del Gruppo di Esperti delle Nazioni Unite in materia di Nomi Geografici (UNGEGN), ha stabilito le seguenti definizioni:
- Esonimo: nome attribuito in una determinata lingua a un toponimo situato all'esterno dell'area dove tale lingua è parlata e morfologicamente differente dal nome usato nella lingua ufficiale o nella lingua comunemente parlata nell'area dove il toponimo è localizzato.
- Endonimo: nome attribuito a un toponimo nella lingua ufficiale o nella lingua comunemente parlata nell'area dove il toponimo è localizzato[1].

Londra è l'esonimo italiano dell'endonimo London. Rome è l'esonimo inglese dell'endonimo Roma. Come ulteriore esemplificazione, mentre Deutschland è un endonimo, Germania è un esonimo italiano per indicare la stessa nazione e Allemagne è l'esonimo francese sempre per lo stesso luogo. Quindi, mentre possono esistere parecchi esonimi, l'endonimo è uno solo, con l'eccezione di aree ufficialmente bilingui o plurilingui.

## Categorie di esonimi
Gli esonimi possono derivare da diverse radici delle parole originarie come nel caso di Deutschland, Germania, menzionato sopra, possono essere parole imparentate con pronuncia o ortografia diversa, oppure possono essere interamente o parzialmente tradotte dalla lingua nativa. Per esempio, l'endonimo London è noto come Londres in francese, spagnolo e portoghese, Londino (Λονδίνο) in greco, Londinium in latino, Londra in italiano, maltese, romeno e turco, Londýn in ceco e slovacco, Londyn in polacco, Lundúnir in islandese, e Lontoo in finlandese. Un esempio di un esonimo tradotto è il nome Unione Sovietica.
Gli esonimi possono essere anche divisi in nativi e mutuati (vale a dire, presi in prestito da un'altra lingua). Per esempio, lo sloveno usa gli esonimi nativi Dunaj (Vienna) e Benetke (Venezia), ma gli esonimi Kijev (Kiev) e Vilna (Vilnius) sono presi in prestito rispettivamente dal russo e dal polacco.

## Tendenze nello sviluppo di esonimi
Gli esonimi si sviluppano solitamente in presenza di luoghi di particolare significato per i parlanti stranieri, come Atene (dal greco antico Ἀθῆναι), Belgrado (Београд/Beograd), Mosca (Москва, traslitterato Moskvà), e così via. Fa eccezione Madrid che mantiene l'endonimo in molte lingue europee, questo poiché la capitale spagnola si è stabilizzata lì solo in tempi relativamente recenti, mentre prima variava tra varie città tra cui Toledo.
Per luoghi di minore importanza, approssimazioni scritte sono esistite nel passato sin dall'epoca crociata, tanto nella lingua inglese (con Leghorn per Livorno), quanto in quella italiana (Baruti o Berito per Beirut). Per luoghi minori, come ad esempio Rapallo per gli inglesi o Manchester per gli italiani, nessun esonimo veniva formato. Caso a sé è la lingua latina, il cui prestigio faceva sì che sorgessero latinizzazioni per pressoché qualsiasi luogo anche secoli dopo l'estinzione di parlanti natii, come ad esempio la creazione dell'esonimo Sciamhaevum per Shanghai; il lettone e l'esperanto, dove per esigenze di coerenza alfabetica (ossia che le lettere abbiano sempre e comunque il medesimo suono) ogni toponimo deve essere riscritto e adattato alla morfologia della lingua, dandoci quindi per Shanghai il lettone Šanhaja (la -a indica il nominativo) e l'esperanto Ŝanhajo (la -o indica che è un sostantivo). Non contano, però, come esonimi, le mere trascrizioni in altri alfabeti: né Novgorod è l'esonimo italiano della città russa scritta Новгород, né Венеция è l'esonimo russo della città di Venezia.
Caso a parte è la questione Kiev/Kyiv, dove la trascrizione russa viene usata a mo' di esonimo dagli italiani per abitudine, ma che a partire dal crollo dell'Unione Sovietica e in special modo dalla guerra nel Donbass nel 2022, ha fatto sorgere una polemica secondo la quale l'utilizzo di Kiev (la traslitterazione dal russo) sia interpretabile da alcuni come un tacito assenso ad una dominazione russa della città. Essendovi simili diatribe anche per altre città ucraine, il governo ucraino ha mandato su Twitter delle infografiche per educare il resto del mondo ad utilizzare le trascrizioni dall'ucraino anziché dal russo, tra cui L'viv anziché L'vov o Leopoli, Mykolaïv anziché Nikolaev, Odesa anziché Odessa, Charkiv anziché Char'kov. La diatriba in italiano verte sulla considerazione se Kiev sia da considerarsi esonimo a tutti gli effetti nonostante l'evidente fonologia non-italica o come mera traslitterazione secondo criteri desueti.
La circolare ucraina non è poi così inusuale nella storia: già altre nazioni hanno diverse volte richiesto, con più o meno successo, la cancellazione degli esonimi riferentesi a loro, interpretando tali esonimi come offensivi o colonialisti. Ad esempio, la Bielorussia ha ottenuto l'utilizzo di Belarus in lingue come l'inglese o il francese ma non in italiano, l'Iran ha fatto decadere l'esonimo Persia nel corso degli anni 1930. Un caso storico più antico è quello del primo esonimo dato dai cinesi al Giappone, Wa (倭); poiché questo carattere in cinese ha anche il significato di servile, genuflesso, i Giapponesi riuscirono nell'ottavo secolo a farlo sostituire dall'omofono Wa (和), dal significato di armonia.
In tempi antichi il nome dei villaggi o delle tribù incontrate diveniva un esonimo impiegato per designare l'intero popolo che vi apparteneva. In questo modo, i Romani utilizzavano il nome tribale Graecus (Greco) per indicare gli abitanti della penisola ellenica, i Russi il toponimo Čečen (Cecenia) per indicare il popolo ceceno, gli europei al tempo del Medioevo il nome Tatari come indicazione generica per l'intera Confederazione mongola, a cui aggiunsero poi la "r" per confusione con il Tartaro della mitologia classica. In modo simile gli invasori dell'attuale Ungheria, i Magiari, furono associati con gli Unni, che avevano invaso lo stesso territorio circa 500 anni prima, oppure confusi con gli Onoguri, alleanza di tribù e non propriamente popolo, e fu così che nacque l'esonimo Ungheresi a fronte dell'endonimo Magyarok.
La formazione degli esonimi solitamente si può attribuire ai seguenti casi:
- Evoluzione linguistica separata dei nomi, dove il nome in alto tedesco medio munich si è evoluto in tedesco in München, in francese Munich;
- Nomi classicizzanti o antichi, come l'uso di Egitto, esonimo originato dall'egizio ḥwt-kꜣ-ptḥ e mutuato tramite greco e latino, che non riflette il nome attuale arabo, ossia مِصْر‎ (Miṣr)
  - Si noti che, in alcuni casi, certi nomi classicizzanti rimangono come evocativi di un tempo passato ma non sono utilizzati come esonimi nel presente. È il caso di Persia e Irān, di Mesopotamia e ˁIrāq, di Ceylon e Śrī Laṅkā;
- Approssimazioni fonetiche, come Barcellona, che in spagnolo e catalano viene scritto Barcelona e letto /baɾ.θeˈlo.na/ o /bər.səˈlo.nə/
  - In certi casi, l'approssimazione di un suffissoide può estendersi per analogia e formare esonimi in quasi tutti i casi in cui compare, come il tedesco -burg, sovente italianizzato in -burgo, che viene automaticamente utilizzato anche per città di minore importanza (Oldemburgo);
- In alcuni casi il calco, come Fiume Giallo per riferirsi al cinese 黃河 (Huáng Hé), che significa appunto fiume giallo
  - Possono esistere anche calchi parziali, come l'ormai desueto Nuova York per riferirsi a New York.

## Differenza tra esonimi e ridenominazioni
Esonimi ed endonimi non devono essere confusi con le ridenominazioni geografiche, come nel caso di San Pietroburgo che nel 1914 divenne Pietrogrado (Петроград), nel 1924 Leningrado (Ленинград) e nel 1991 di nuovo San Pietroburgo (Санкт-Петербург Sankt-Peterbúrg). In questo caso, nonostante Sankt-Peterburg abbia un'etimologia germanica, non è mai stato un esonimo per la città tra il 1914 e il 1991. Allo stesso modo Nieuw Amsterdam, il nome olandese di New York fino al 1664, non è il suo esonimo olandese.
Un caso più complesso si verifica quando, a seguito di una ridenominazione, continua a sopravvivere in una lingua estera l'antico nome (come esonimo) insieme al nuovo. Così accade per esempio per la città di Bombay in India, il cui nome è stato cambiato in Mumbai; in varie lingue estere si trovano in parallelo il nuovo nome, dove endonimo ed esonimo coincidono, e talvolta anche il vecchio nome, usato come esonimo.

## Declino nell'uso
Verso il tardo Novecento, l'uso di alcuni esonimi è decaduto sia per maggiori contatti diretti con le comunità in questione, sia per semplice ignoranza dell'esonimo stesso, o persino ritenendo confusionaria la coesistenza di due nomi differenti. In quest'ultimo caso, si possono trovare molto facilmente esonimi scomparsi come Cinquechiese per Pécs o Iconio per Konya. Questi ultimi due esempi confermano l'indebolimento degli esonimi italiani laddove sono più deboli i legami culturali con alcuni paesi. Si fa eccezione, ancora oggi, per esonimi di maggior difficile pronuncia nella lingua locale (es: Finlandia, Danzica, Arcangelo). Inoltre, riprendendo la questione dei legami culturali, si può notare, viceversa, il diffuso mantenimento dell'esonimo italiano per molte città tedesche, anche minori (es: Treviri, Magonza, Aquisgrana, Ratisbona; mentre scompaiono Misnia per Meißen, Biponte per Zweibrücken, Vimaria per Weimar) e per quelle di area francofona (es: Tolone, Perpignano, Ginevra, Losanna, Lovanio, Liegi, tuttavia non Guanto per Gand, Antipoli per Antibes, Grazianopoli per Grenoble, Versaglia per Versailles, Besanzone per Besançon). Da ultimo, alcuni esonimi desueti sopravvivono soltanto in specifici contesti storici, come per la battaglia di Manzicerta (svoltasi a Malazgirt). Questo fenomeno inoltre fa a volte restare a galla vecchi esonimi mutuati come Austerlitz per Slavkov u Brna.
Contatti più diretti con gli interessati possono portare all'uso di una forma più vicina all'endonimo, sia perché l'esonimo viene sentito come offensivo, ma anche perché sentito come antiquato. In certi casi, è l'interessato a chiedere che l'esonimo non venga più usato (ad esempio, l'Ucraina ha ribadito più volte di utilizzare l'endonimo Kyïv anziché la forma russa Kiev per la sua capitale; Erdoğan ha ribadito nel 2023 che il nome del paese che noi conosciamo come Turchia sia da scriversi Türkiye in ogni lingua).
In alcuni casi l'esonimo, pur indebolito dal tempo, permane: ad esempio nell'uso, in Dalmazia e Istria, di Ragusa per Dubrovnik o Traú per Trogir; o – caso più conosciuto – Fiume per riferirsi a Rijeka. Regola simile della tenuta del nome storico di un luogo vale anche all'inverso nel mantenimento di endonimi francofoni o patois nella Val d'Aosta: Saint Vincent, Courmayeur o Oulx, centri abitati in maggioranza da italofoni. 
Invece per quanto riguarda alcuni Stati del mondo è preferibile oggigiorno utilizzare l'endonimo piuttosto che l'esonimo. È il caso di Seychelles e Mauritius, note anche come Seicelle e Maurizio.
Tuttavia, non bisogna per questo pensare che le nuove forme non possano essere considerate altrettanto esonimi. Infatti, solitamente, nonostante la grafia venga ripresa dall'endonimo (possibilmente mantenendo i segni diacritici), la pronuncia può venire ricostruita in maniera diversa dall'originale. È il caso di Göteborg, un tempo nota Gotemburgo, la cui pronuncia in svedese è /jœtəˈbɔrj/ (approssimabile in italiano con /jøtˈbɔr(i)/), ma spesso letta /ˈɡø.te.borɡ/~/ˈɡɛ.te.borɡ/.
La formazione di nuovi esonimi, inoltre, è praticamente inesistente nelle maggiori lingue occidentali (compreso l'italiano) per il fatto che, grazie alla globalizzazione, non solo è possibile acquisire la conoscenza dell'endonimo, sia nella pronuncia sia nella grafia, ma non è più diffuso il riadattamento alla morfologia e fonetica italiana. Esempio è Sharm el-Sheikh, località turistica divenuta nota a molti dagli anni '80 e mai italianizzata in un ipotetico Sciarme Sceicco. Tuttavia, vi sono siti Internet dedicati alla linguistica in cui ci si cimenta nella creazione di esonimi italiani.